# Kröv
Kröv is een plaats in de Duitse deelstaat Rijnland-Palts, en maakt deel uit van de Landkreis Bernkastel-Wittlich.
Kröv telt 2.202 inwoners.

## Bestuur
De plaats is een Ortsgemeinde en maakt deel uit van de Verbandsgemeinde Traben-Trarbach.

## Geschiedenis
Kröv was in de middeleeuwen een rijksdorp.
Dicht bij de plaats ligt een oude vesting, genaamd Mont Royal. De vesting werd in 1687 in opdracht van Koning Lodewijk XIV gebouwd. De vesting bood plaats aan 12.000 man en 3.000 paarden. Kort na de bouw werd de vesting alweer verwoest, nota bene door de Fransen zelf. Van de vesting zijn nog maar weinig sporen over.  Dicht bij de sporen van de vesting is een groot bungalowpark gebouwd, waardoor Kröv en omgeving doorgaan als een toeristische trekpleister.
Baldur von Schirach, de ex-leider van de Hitlerjugend, sleet zijn laatste jaren in Kröv.

## Moezelwijnen
Vanwege de aanwezige wijnvelden in de omgeving, zijn de zogeheten Moezelwijnen een van de belangrijkste bronnen van inkomsten voor de inwoners van Kröv. Vanwege het toeristische karakter zijn op diverse plaatsen in het dorp mogelijkheden tot het bijwonen van wijnproeverijen.

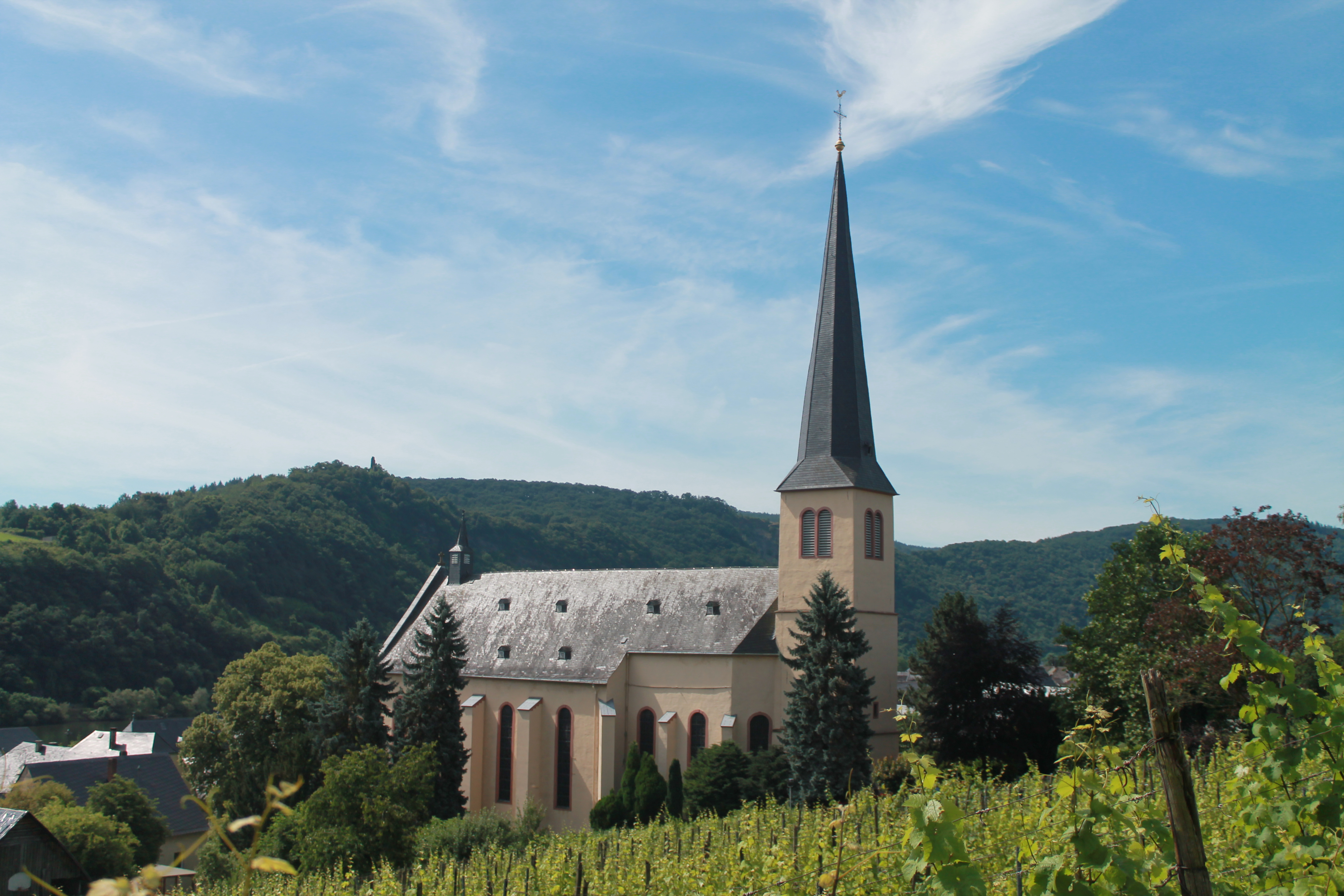
Kerkgebouw